# Valeria (Cuenca)
Valeria es una localidad del municipio conquense de Las Valeras, en la comunidad autónoma de Castilla-La Mancha (España). 

## Localidades limítrofes
Confina con las siguientes localidades:
- Al norte con Tórtola.
- Al este con Olmeda del Rey.
- Al sur con Valera de Abajo.
- Al oeste con Albaladejo del Cuende.
- Al noroeste con La Parra de las Vegas.

## Historia
Así se describe a Valeria (Valera de Arriba) en el tomo XV del Diccionario geográfico-estadístico-histórico de España y sus posesiones de Ultramar, obra impulsada por Pascual Madoz a mediados del siglo XIX:

Villa con ayuntamiento en la provincia, diócesis y partido judicial de Cuenca (5 leguas), audiencia territorial de Albacete (16) y capitanía general de Castilla la Nueva (Madrid 25). Situada en un collado con clima frío, bien ventilado y sano. Consta de 300 casas de mediana construcción, distribuidas en calles empedradas y una plaza regular; la escuela de primeras letras no tiene más dotación que la retribución de los alumnos; hay varias fuentes y muchos pozos de excelente agua. La iglesia parroquial está servida por un cura de entrada y de provisión del ordinario. El término confina por N con el de Valdeganga; E Olmeda del Rey; S Valera de Abajo, y O la Parra y Albaladejo del Cuende; su terreno disfruta de monte y llano y es medianamente productivo, le cruza un arroyo que nace en él; los caminos son locales y en mal estado. Producciones: trigo, cebada, centeno, avena, algunas legumbres y hortalizas; se cría ganado lanar y cabrío, y caza de liebres, perdices y conejos. Industria: la agrícola y los oficios indispensables. Comercio: la venta del sobrante de sus productos. Población: 286 vecinos, 1.187 almas. Capital productivo: 2.511.460 reales. Imponible: 125.573.
Es población insigne por conservar el nombre de la antigua Valeria, cuyo solar es conocido de todas por haber perpetuado su memoria, así el nombre de Valera, como las ruinas e inscripciones de la república Valeriense, halladas en el monte, a cuyo pie se encuentra esta villa, que sería alguna de las dependencias de aquella ciudad, cuya metrópoli o cabeza estaría en el sitio determinado por los monumentos. La historia de Valeria es por consiguiente la de la actual Valera. En los primeros tiempos perteneció a la Olcadia trabajada por las armas de Aníbal; en las guerras con los romanos fue absorbida por la poderosa y celebérrima Celtiberia. Posesionada de ella Roma le concedió el fuero del Lacio antiguo, y en lo civil y contencioso la adjudicó al convento jurídico de Cartagena. Su consideración creció en términos, que en tiempo de los godos mereció la dignidad de la Sede Pontificia, sin que pueda puntualizarse la época de su erección por la falta de memorias que causaron las persecuciones; el primer obispo que nos es conocido de un modo auténtico se llamó Juan y vivía el año 580; el último de que también consta vivía en 693. Según la itación de obispados, que se atribuye a Wamba, el de Valeria abarcaba desde Taravilla por el E de Cañete y Moya hasta el Turia, y por Utiel desde Minaya por O de Cuenca a Priego. Dominada por los árabes fue aún Valeria ciudad, de gran consideración, encabezando otros pueblos; pero las sangrientas guerras, que con la decadencia del poder musulmán en España vinieron a asolar el país, pararon en exterminar esta ciudad, conservándose tal vez solo alguna de sus dependencias por su misma insignificancia para perpetuar su nombre como queda dicho. Aunque se aseguraron sus escombros en el poder cristiano, y no olvidó este la antigua dignidad valeriense, la ciudad no volvió a ser reedificada, y Valera ve condecorada con aquella dignidad a Cuenca desde el año 1183.
Diccionario geográfico-estadístico-histórico de España y sus posesiones de Ultramar

## Demografía
| Gráfica de evolución demográfica de Valeria entre 1842 y 1970 |
| |
| Población de derecho según los censos de población del INE Población de hecho según los censos de población del INEEn estos censos se denominaba Valera de Arriba: 1842, 1857, 1860, 1877, 1887, 1897, 1900, 1910, 1920, 1930, 1940 y 1950 Entre el censo de 1981 y el anterior, este municipio desaparece porque se agrupa en el municipio Las Valeras |

Evolución de la población
| Gráfica de evolución demográfica de Valeria entre 2000 y 2017      |
|                                                                    |
| Población de derecho (2000-2017) según el padrón municipal del INE |

## Patrimonio
Hay una iglesia dedicada a Nuestra Señora de la Sey.